# SideOneDummy Records
SideOneDummy Records, незалежний лейбл звукозапису розташований у місті Лос-Анджелес. Лейбл засновано у 1995 Біллом Амстронгом та Джо Сібом. Лейбл було створено з метою видання музики гуртів своїх друзів. Згодом SideOneDummy розпочав кар'єри таких гуртів, як The Gaslight Anthem, Flogging Molly, Gogol Bordello, Title Fight та інших. Починаючи з 1998 року, SideOneDummy Records видає щорічно «Warped Tour compilation album», що містить музику гуртів, що виступали поточного року під час турне. Їх YouTube канал, що містить музику їх поточних гуртів, має 48 тисяч підписників та 61 мільйон переглядів (станом на 4 червня 2017).

## Поточні виконавці
- AJJ
- Astronautalis
- Iron Chic
- Meat Wave
- Microwave
- Mom Jeans
- Nahko and Medicine for the People
- Pkew pkew pkew
- PUP
- Rozwell Kid
- Safe to Say
- Chris Shiflett
- Joe Sib
- The Smith Street Band
- Superheaven
- Timeshares
- Violent Soho
- Allison Weiss
- Worriers[3]

## Колишні виконавці
- 7 Seconds
- Anti-Flag
- Audra Mae
- Avoid One Thing
- Bedouin Soundclash
- Broadway Calls
- The Black Pacific
- Big D and the Kids Table
- The Casualties
- Chris Farren
- Chuck Ragan
- The Dan Band
- Fake Problems
- Flogging Molly
- Gogol Bordello
- The Gaslight Anthem
- Джефф Розенсток
- Kill Your Idols
- The Mighty Mighty Bosstones
- Madcap
- Maxeen
- MxPx
- Piebald
- The Reverend Peyton's Big Damn Band
- Slick Shoes
- The Sounds
- The Suicide Machines
- Title Fight
- VCR
- ZOX